# Gawrony (Śrem)
Pour les articles homonymes, voir Gawrony.
Gawrony (prononciation : [ɡaˈvrɔnɨ]) est un village polonais de la gmina de Dolsk dans le powiat de Śrem de la voïvodie de Grande-Pologne dans le centre-ouest de la Pologne.
Il se situe à environ 6 kilomètres au nord de Dolsk (siège de la gmina), à 6 kilomètres au sud de Śrem (siège du powiat) et à 42 kilomètres au sud de Poznań (capitale régionale).

## Histoire
De 1975 à 1998, le village faisait partie du territoire de la voïvodie de Poznań.

Depuis 1999, Gawrony est situé dans la voïvodie de Grande-Pologne.
Le village possède une population de 70 habitants en 2006.